# 2 korony czechosłowackie (1991)
2 korony (cz. i słow. 2 koruny) – czechosłowacka moneta obiegowa o nominale 2 koron bita w latach 1991–1992 i wycofana w roku 1993. Autorami projektu byli Miroslav Rónai i Josef Nálepa.

## Wzór
Zasadniczą część awersu zajmował herb Czeskiej i Słowackiej Republiki Federacyjnej – w polu czwórdzielnym naprzemiennie ułożony czeski koronowany lew o podwójnym ogonie oraz słowackie trójwzgórze z krzyżem patriarszym. Powyżej zapisano skrót nazwy kraju („ČSFR”), u dołu zaś rok bicia. Po obu stronach tarczy herbowej wolne miejsce wypełniono lipowymi gałązkami. Oznaczenie projektanta Miroslava Rónaia – inicjał „R” – zamieszczono poniżej daty.
Rewers monety w jej prawej części przedstawiał duży, zapisany arabską cyfrą nominał uzupełniony mniejszym dopiskiem „Kčs”. Po lewej stronie znalazł się stylizowany liść lipy. Poniżej zamieszczono niewielkie inicjały „JN”, znak projektanta Josefa Nálepy.

## Nakład
Moneta według projektu z 1991 roku stanowiła modyfikację dwóch koron z 1972. Zmiana wzoru awersu spowodowana była odejściem od socjalistycznej nomenklatury i symboliki po upadku komunizmu. W zarządzeniu Banku Państwowego z dnia 14 lutego 1991 r. przewidziano, że nowe monety będą posiadały te same parametry fizyczne co wcześniejszy wariant, z uwzględnieniem jednak m.in. nowego herbu państwowego. Tym samym zastosowanie miały tu wytyczne zawarte w  zarządzeniu Ministra Finansów z 24 sierpnia 1972 r. Przewidziano, że moneta będzie bita z krążków o masie 6 g (±2%) wykonanych z miedzioniklu (miedź 80%, nikiel 20%). Wskazano również, że średnica gotowych monet ma liczyć 24 mm. Ich grubość wyniosła w przybliżeniu 1,8 mm. Rant dwukoronówek miał być gładki, zdobiony wklęsłym ornamentem z ułożonych naprzemiennie krzyżyków i „owalnych linii” (zbliżonych do rombów o parach bardzo ostrych i szeroko rozwartych kątów) – × ⬥ ×.
Nowe monety zostały wyemitowane wraz z pozostałymi nominałami, 1 kwietnia 1991 roku, stanowiąc kontynuację poprzedniego wariantu z 1972 roku. Wyprodukowano zaledwie dwa roczniki w łącznej liczbie ponad 46 mln sztuk. Większa część nakładu (ponad 26 mln sztuk) powstała w mennicy w Kremnicy, jednak dodatkowe 20 mln wybito w brytyjskiej mennicy Royal Mint w Llantrisant.
Monety wzoru z 1991 uległy denominacji już po rozpadzie Czechosłowacji jednocześnie ze swoimi poprzednikami z 1972 roku – z dniem 30 listopada 1993 r. (tak w Czechach, jak i na Słowacji).